# Dan Simmons
Dan Simmons (* 4. April 1948 in Peoria, Illinois, USA) ist ein US-amerikanischer Schriftsteller.

## Leben
Nachdem Simmons 1970 das College abgeschlossen hatte, arbeitete er 17 Jahre als Grundschullehrer. Seither ist Schriftstellerei sein Hauptberuf. Bereits als Student fiel er durch seine literarische Begabung auf. Die erste Erzählung publizierte er jedoch erst 1982 und gewann damit einen Literaturpreis. Seither sind Auszeichnungen für seine Werke die Regel, unter anderem 1993 der World Fantasy Award für This Year's Class Picture.

## Genres & Stil
Dan Simmons ist ein Autor, der in mehreren Genres zu Hause ist. Er verfasste Horror-Romane, Psycho- und Action-Thriller genauso wie Science-Fiction-Geschichten. Innerhalb seiner Werke überschreitet er die Genre-Grenzen ebenfalls. In Darwin’s Blade etwa ist der Held gleichzeitig Physiker, spezialisiert auf die Rekonstruktion von Verkehrsunfällen, und ein als Scharfschütze ausgebildeter Vietnam-Veteran. In The Crook Factory greift Simmons Ernest Hemingways U-Boot-Jagd rund um Kuba während des Zweiten Weltkrieges für eine Romanfassung auf.
Handlungsführung oder die Charakterisierung der Hauptpersonen inszeniert Simmons häufig über Assoziationen zu Szenen und Figuren bekannter Kinofilme. Dies gilt auch für Hardcase, dem „Opener“ einer Serie um den Privatdetektiv Joe Kurtz. Simmons versucht mit der Krimireihe die moralischen Grenzen des klassischen Detektivromans zu erweitern.

## Werke
| Originaltitel                   | Deutscher Titel                                                     | ISBN                                                     | Auszeichnungen |
| ------------------------------- | ------------------------------------------------------------------- | -------------------------------------------------------- | --- |
| Song of Kali (1985)             | Göttin des Todes (1991) Song of Kali (2004)                         | ISBN 3-453-04593-9 ISBN 3-937897-01-1                    | World Fantasy Award 1986                                                                                               |
| Carrion Comfort (1989)          | Kraft des Bösen (1993)                                              | ISBN 3-453-06248-5                                       | Locus Award 1990 (Horror Novel), Bram Stoker Award 1989 (Best Novel) British Fantasy Award 1990 (August Derleth Award) |
| Hyperion (1989)                 | Hyperion (1991)                                                     | ISBN 3-453-04899-7 ISBN 3-4535-2978-2                    | Hugo Award 1990, Locus Award 1990                                                                                      |
| Phases of Gravity (1989)        | In der Schwebe (1994) Monde (2009)                                  | ISBN 3-453-07192-1 ISBN 3-453-52579-5                    | |
| The Fall of Hyperion (1990)     | Das Ende von Hyperion (1993) Der Sturz von Hyperion (2002)          | ISBN 3-453-04900-4 ISBN 3-453-21528-1 ISBN 3-4535-2978-2 | Locus Award 1991 (Science Fiction), BSFA Award 1991                                                                    |
| Prayers to broken Stones (1990) | Styx – Dreizehn dunkle Geschichten (1995) (Kurzgeschichtensammlung) | ISBN 3-453-09305-4                                       | |
| Summer of Night (1991)          | Sommer der Nacht (1992)                                             | ISBN 3-453-05338-9                                       | Locus Award 1992 (Horror)                                                                                              |
| Children of the Night (1992)    | Kinder der Nacht (1993)                                             | ISBN 3-453-52165-X                                       | Locus Award 1993 (Horror)                                                                                              |
| The Hollow Man (1992)           | Das leere Gesicht (1994)                                            | ISBN 3-453-08225-7                                       | |
| Lovedeath (1993)                | Lovedeath. Liebe und Tod (1999) (Kurzgeschichtensammlung)           | ISBN 3-86552-032-4                                       | |
| Fires of Eden (1994)            | Die Feuer von Eden (1997)                                           | ISBN 3-442-41597-7                                       | Locus Award 1995 (Horror)                                                                                              |
| Endymion (1996)                 | Endymion. Pforten der Zeit (1997)                                   | ISBN 3-442-43351-7 ISBN 3-4533-1517-0                    | |
| The Rise of Endymion (1997)     | Endymion. Die Auferstehung (1999)                                   | ISBN 3-442-43352-5 ISBN 3-4533-1517-0                    | Locus Award 1998 (Science Fiction)                                                                                     |
| The Crook Factory (1999)        | Fiesta in Havanna (2000)                                            | ISBN 3-442-54126-3                                       | |
| Darwin’s Blade (2000)           | Das Schlangenhaupt (2002)                                           | ISBN 3-442-45105-1                                       | |
| Hardcase (2001)                 | Eiskalt erwischt (2012)                                             | ISBN 3-86552-186-X                                       | |
| A Winter Haunting (2002)        | Im Auge des Winters (2006)                                          | ISBN 3-453-52142-0                                       | International Horror Guild Award 2003 (Best Novel)                                                                     |
| Hard Freeze (2002)              | Bitterkalt (März 2013)                                              | ISBN 3-86552-226-2                                       | |
| Worlds Enough & Time (2002)     | Welten und Zeit genug (2004) Helix (2008) (Kurzgeschichtensammlung) | ISBN 3-86552-004-9 ISBN 3-453-52444-6                    | |
| Ilium (2003)                    | Ilium (2004)                                                        | ISBN 3-453-87898-1 ISBN 3-4533-2047-6                    | Locus Award 2004 |
| Hard as Nails (2003)            | Kalt wie Stahl (April 2013)                                         | ISBN 3-86552-230-0                                       | |
| Olympos (2005)                  | Olympos (2006)                                                      | ISBN 3-453-52123-4 ISBN 3-4533-2048-4                    | |
| The Terror (2007)               | Terror (2007)                                                       | ISBN 3-453-02905-4                                       | |
| Muse of Fire (2008)             | noch nicht veröffentlicht (Novelle)                                 |                                                          | |
| Drood (2009)                    | Drood (2009)                                                        | ISBN 3-453-26598-X                                       | |
| Black Hills (2010)              | noch nicht veröffentlicht                                           |                                                          | |
| Flashback (2011)                | Flashback (2011)                                                    | ISBN 3-453-26597-1                                       | |
| The Abominable (2013)           | Der Berg (2014)                                                     | ISBN 3-453-26896-2                                       | |
| The Fifth Heart (2015)          | noch nicht veröffentlicht                                           |                                                          | |

## Hörbücher (Auswahl)
- 2008: Hyperion & Endymion. Acht Ausgaben, Random House Audio, ungekürzt, vollständig gelesen von Detlef Bierstedt
- 2011: Flashback. Random House Audio, ISBN 978-3-8371-1187-3, ungekürzt, gelesen von Martin Bross, 1222 Min
- 2013: Eiskalt erwischt. Ronin Hörverlag, ISBN 978-3-943864-19-9, ungekürzt, gelesen von Carsten Wilhelm, 445 Min
- 2014: Bitterkalt. Ronin Hörverlag, ISBN 978-3-943864-30-4, ungekürzt, gelesen von Carsten Wilhelm, 554 Min
- 2015: Kalt wie Stahl. Ronin Hörverlag, ISBN 978-3-943864-31-1, ungekürzt, gelesen von Carsten Wilhelm, 759 Min

## Verfilmung
Im Februar 2013 stellte der US-Pay-TV-Sender AMC ein Serienprojekt für das Jahr 2014 vor, die Verfilmung des Simmons-Romans Terror aus dem Jahr 2007, der sich um die verlorene Franklin-Expedition dreht. In seinem Roman verwob Simmons die historischen Fakten mit anderen bekannten Begleiterscheinungen des Schiffbruchs und Horrorelementen. In einer Pressemitteilung von AMC heißt es, man wolle sich „auf den Horror des Stoffes konzentrieren“. Produziert wird die Serie von AMC selbst, Television 360 und Scott Free Productions. David Kajganich wurde verpflichtet, das Skript zu der Pilotepisode zu verfassen. Premiere feierte The Terror am 25. März 2018 in den Vereinigten Staaten.